# دانشگاه آیووای شمالی
دانشگاه آیووای شمالی (به انگلیسی: University of Northern Iowa) یکی از دانشگاه‌های دولتی آمریکا است که در ایالت آیووا شهر سیدر فالز است. نود و دو درصد دانشجویان این دانشگاه از خود همان ایالت هستند.

## اسم‌های دانشگاه
1. مدرسه معمولی ایالتی آیووا (به انگلیسی: Iowa State Normal School)،۱۸۷۶-۱۹۰۹
2. دانشکده معلمان ایالتی آیووا (به انگلیسی: Iowa State Teachers College)،۱۹۰۹-۱۹۶۱
3. دانشکده ایالت آیووا (به انگلیسی: State College of Iowa)،۱۹۶۱-۱۹۶۷
4. دانشگاه شمالی آیووا (به انگلیسی: University of Northern Iowa)،۱۹۶۷

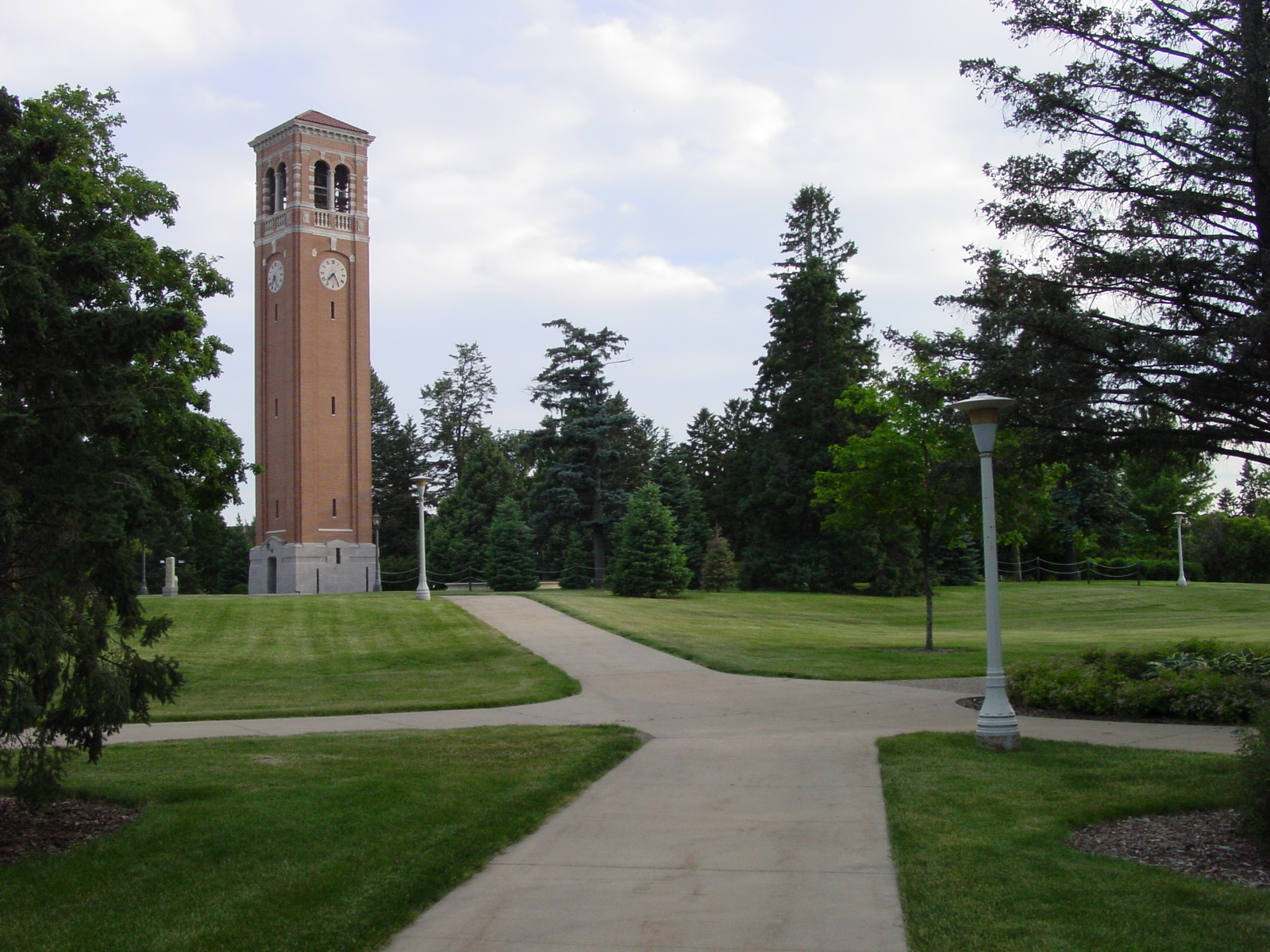
«کمپانیل» یکی از «نشان های» دانشگاه